# Обавештајна агенција Републике Косово
Обавештајна агенција Републике Косово (алб. Agjencia Kosovare e Inteligjencës) је обавештајна агенција Републике Косово. Одговорна је за обезбеђивање обавештајних података о националној безбедности вишим члановима политике Републике Косово.

## Директор
| Име           | Од                 | До                 |
| ------------- | ------------------ | ------------------ |
| Башким Смакај | 2009.              | јануар 2015.       |
| Агрон Селимај | јануар 2015.       | 27. јануар 2017.   |
| Дритон Гаши   | 8. фебруар 2017.   | 10. април 2018.    |
| Шпенд Маџуни  | 20. април 2018.    | 6. новембар 2019.  |
| Крешник Гаши  | 25. новембар 2019. | 22. децембар 2020. |
| Петрит Ајети  | 15. април 2021.    | данас              |